# 五色の舟
『五色の舟』（ごしきのふね）は、津原泰水による日本の小説である。
2010年、アンソロジー『NOVA 2 書き下ろし日本SFコレクション』（河出文庫・2011年）に書き下ろされ、2011年、河出書房新社刊行の単行本『11』に収録された。
2013年から2014年にかけて近藤ようこにより漫画化され、第18回文化庁メディア芸術祭マンガ部門大賞を受賞。
また2014年、SFマガジン700号記念企画「オールタイム・ベストSF」国内短篇部門1位となる。
2023年、宇野亞喜良との共著としてヴィジュアル版が刊行。
津原自身の企画により、2021年から制作が進められていた。

## 書籍情報
- 『五色の舟』 KADOKAWA〈ビームコミックス〉 2014年3月24日発売[3]、ISBN 978-4-04-729547-6（作画／近藤ようこ）

- 『五色の舟』河出書房新社　2023年3月14日発売[4]、ISBN 978-4-309-03099-9（絵／宇野亞喜良、英訳／Toshiya Kamei、ブックデザイン／大島依提亜）